# Bischholtz
Bischholtz település Franciaországban, Bas-Rhin megyében. Lakosainak száma 251 fő (2022. január 1.). Bischholtz Ingwiller, Mulhausen, Offwiller, Rothbach és Schillersdorf községekkel határos.

## Népesség
A település népességének változása:
| Lakosok száma | 279  | 282  | 285  | 273  | 266  | 259  | 256  | 252  | 251  |
|               | 2013 | 2015 | 2016 | 2017 | 2018 | 2019 | 2020 | 2021 | 2022 |